# Estrada Romana do Reno

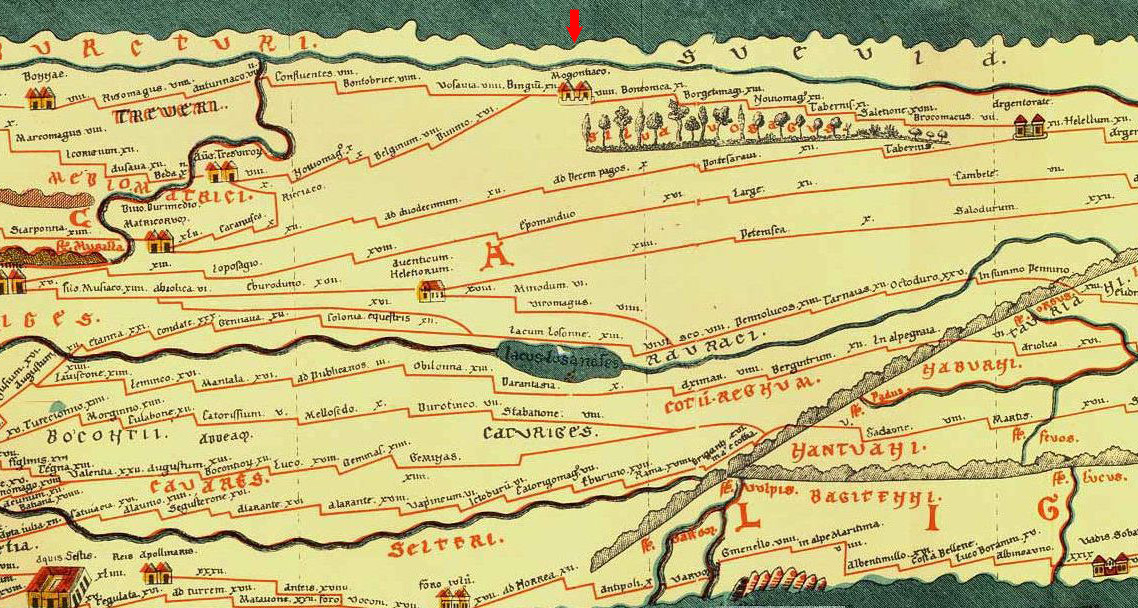
Tabula Peutingeriana; a seta vermelha aponta para Mogonciaco (Mainz)

A Estrada Romana do Reno (em alemão:  Römische Rheintalstraße, literalmente Estrada Romana do Vale do Reno) foi uma das mais importantes estradas romanas ao norte do Império Romano. Ligava a Itália ao longo do Reno Superior com as províncias da Germânia Superior e Germânia Inferior, bem como com as legiões estacionadas ao longo do rio Reno.

## História
Essa estrada romana é uma das mais antigas da região. A mais antiga que passava pelo Reno foi construída por Marco Vipsânio Agripa durante seu ofício de governador da Gália, ligando Lião (Lugduno) através de Metz (Divoduro) e Tréveris (Augusta dos Tréveros) a Colônia (Colônia Cláudia Ara Agripinênsio). Essa estrada, a mais estrategicamente importante e curta ligação com a Itália, foi construída cerca do ano 15 a.C., no início da campanha germânica do imperador Augusto (r. 27 a.C.–14 d.C.).